# Xã Fremont, Quận Saginaw, Michigan
Xã Fremont (tiếng Anh: Fremont Township) là một xã thuộc quận Saginaw, tiểu bang Michigan, Hoa Kỳ. Năm 2010, dân số của xã này là 2.096 người.